# Гордашівська електростанція
Гордашівська — гібридна гідро-сонячна електростанція розташована на річці Гірський Тікич в селі Гордашівка Тальнівського району на Черкащині.
Електростанція встановленою потужністю 0,5 МВт (0,4 МВт ГЕС + 0,1 МВт СЕС) виробляє в рік близько 1,6 млн кВт·год електроенергії.
Гордашівська ГЕС збудована в 1956 році, у вісімдесятих роках минулого століття станцію зупинили, обладнання демонтували й розікрали. Відбудували електростанцію лише 1998 року, однією з перших в області. Кошти у відновлення вклала асоціація «Новосвіт». На електростанції працює дві турбіни потужністю 0,2 МВт кожна. Висота греблі — 8 метрів.
Гордашівська СЕС збудована в 2011 році асоціацією «Новосвіт». Перша сонячна електростанція в Черкаській області. Складається з 560 фотоелектричних модулів, 9 інверторів струм від яких подається на трансформатор й далі в ОЕС України. У 2012 році СЕС виробила 120 тис.кВт·год електроенергії. Сонячна електростанція компенсує недобір електрики, що виробляє ГЕС у роки мілководдя.